# It's Oh So Quiet
"It's Oh So Quiet" är en jazzlåt framförd av den isländska musikern Björk som en tolkning av Betty Hutton-låten "Blow a Fuse". Betty Huttons låt är i sin tur en cover av Horst Winters "Und jetzt ist es still" som skrevs 1948 av Hans Lang och Erich Meder.
Björks "It's Oh So Quiet" släpptes som den tredje singeln från albumet Post den 13 november 1995 och producerades tillsammans med Nellee Hooper. Låten nådde #4 på den brittiska singellistan. Den blev även en framgångsrik singel i USA där den sålde guld.
Musikvideon till låten regisserades av den amerikanska videoproducenten Spike Jonze.

## Låtlista
Brittisk CD 1 (One Little Indian; 182TP7CD)
1. "It's Oh So Quiet" – 3:40
2. "You've Been Flirting Again" (Flirt Is a Promise Mix) – 3:23
3. "Hyperballad" (Over the Edge Mix) – 4:33
4. "Sweet Sweet Intuition" – 6:07

Brittisk CD 2 (One Little Indian; 182TP7CDL)
1. "It's Oh So Quiet" – 3:40
2. "Hyperballad" (Brodsky Quartet Version) – 4:21
3. "Hyperballad" (Girls Blouse Mix) – 5:07
4. "My Spine" – 2:33